# Estación Trenque Lauquen
Trenque Lauquen es una estación ferroviaria del Ferrocarril Domingo Faustino Sarmiento de la red ferroviaria argentina. Se encuentra en la ciudad de Trenque Lauquen, provincia de Buenos Aires, Argentina.

## Servicios
Desde agosto de 2015 no funcionan los servicios de pasajeros.
Sus vías están concesionadas a la empresa de cargas Ferroexpreso Pampeano.

## Imágenes de la estación

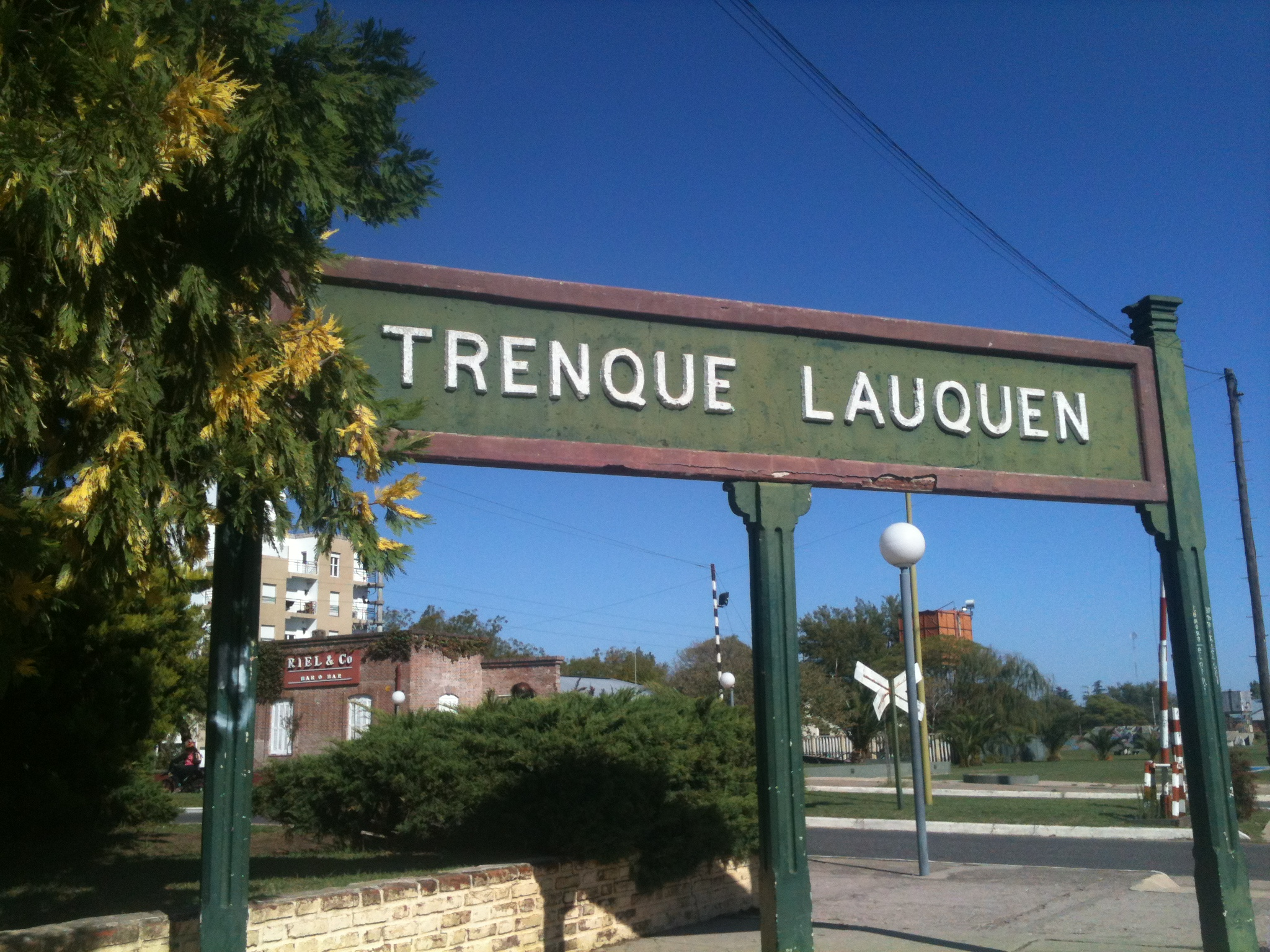
Cartel de la estación
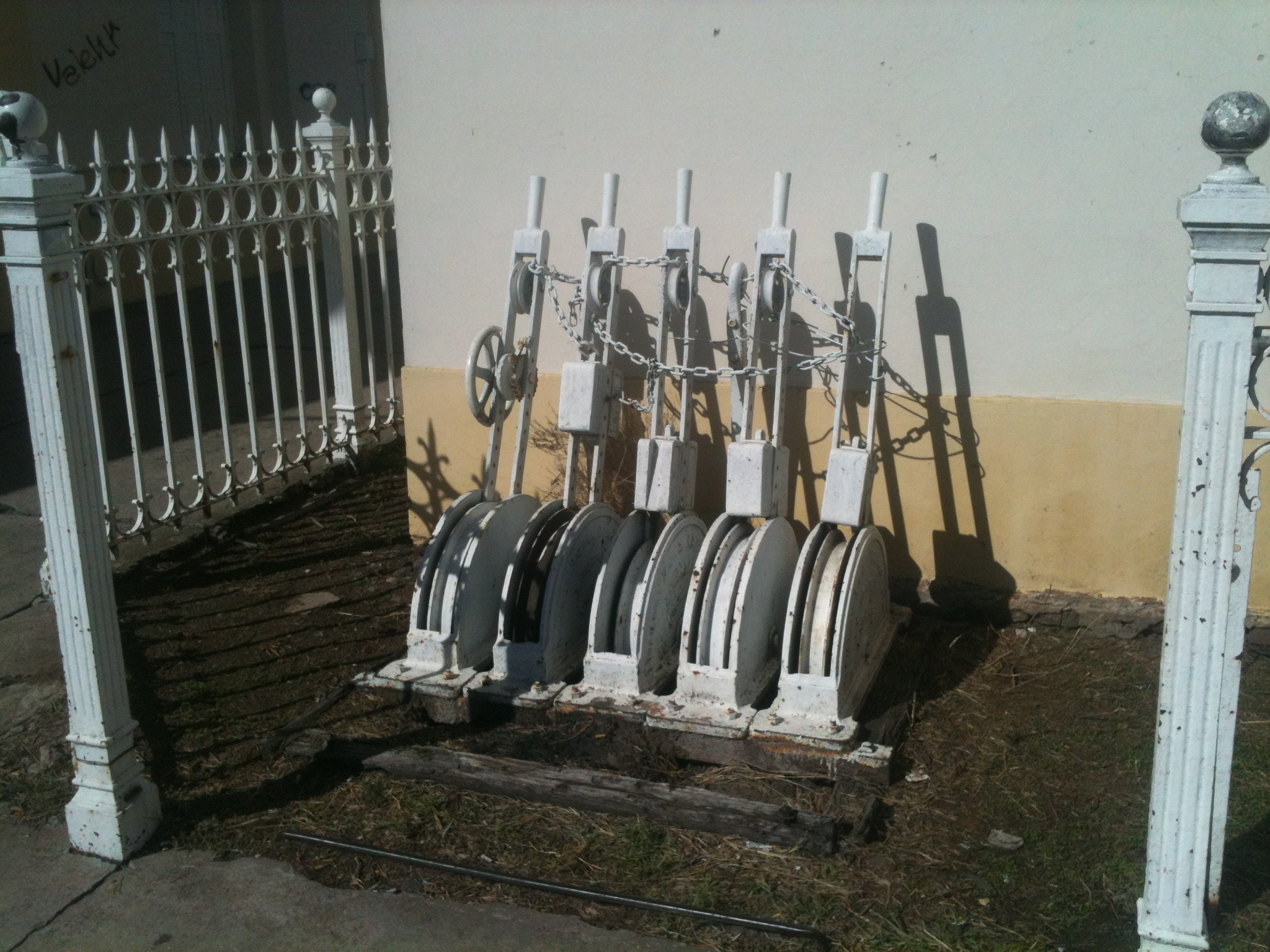
Palancas de cambio de vías
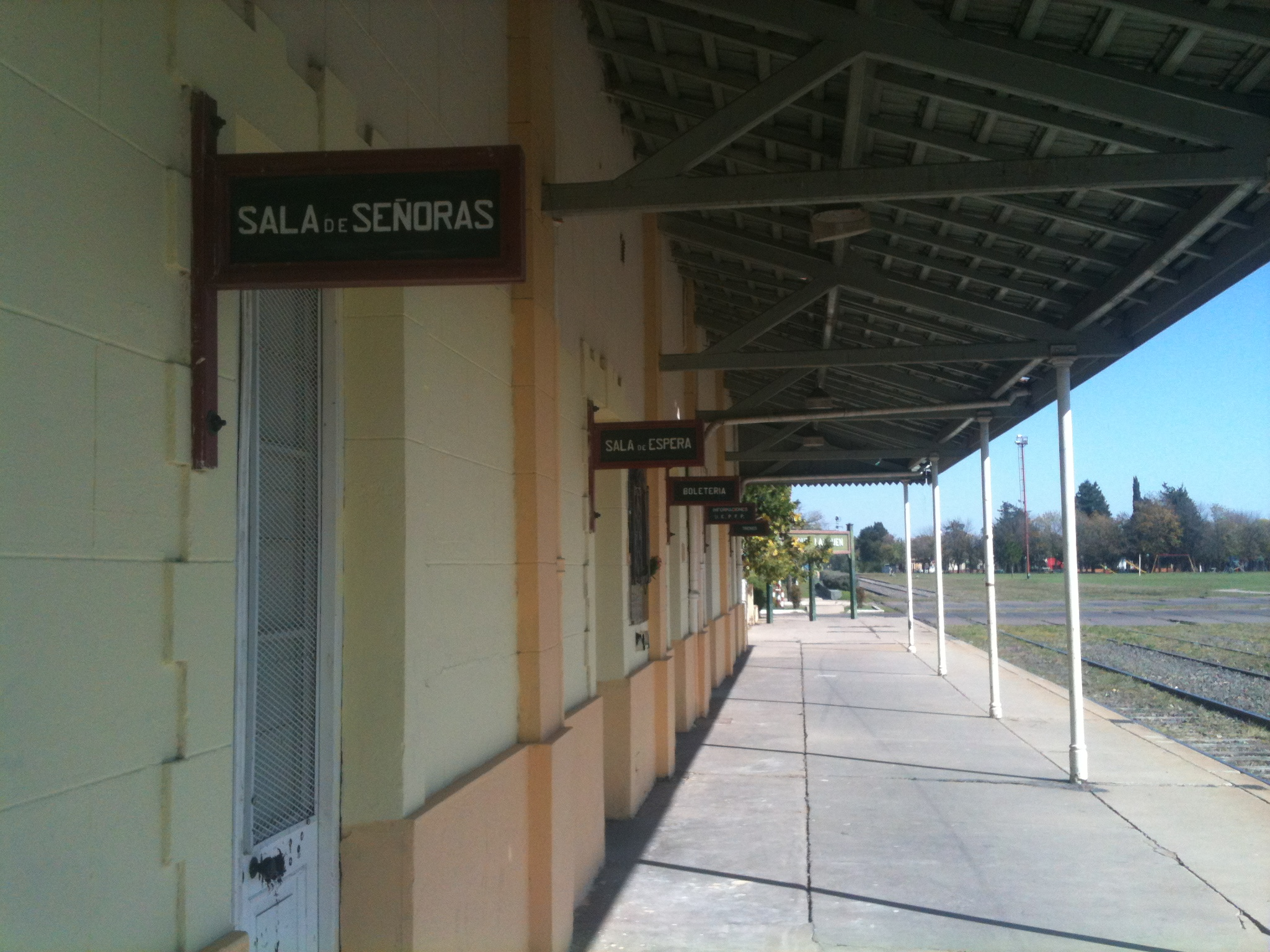
Andén de la estación
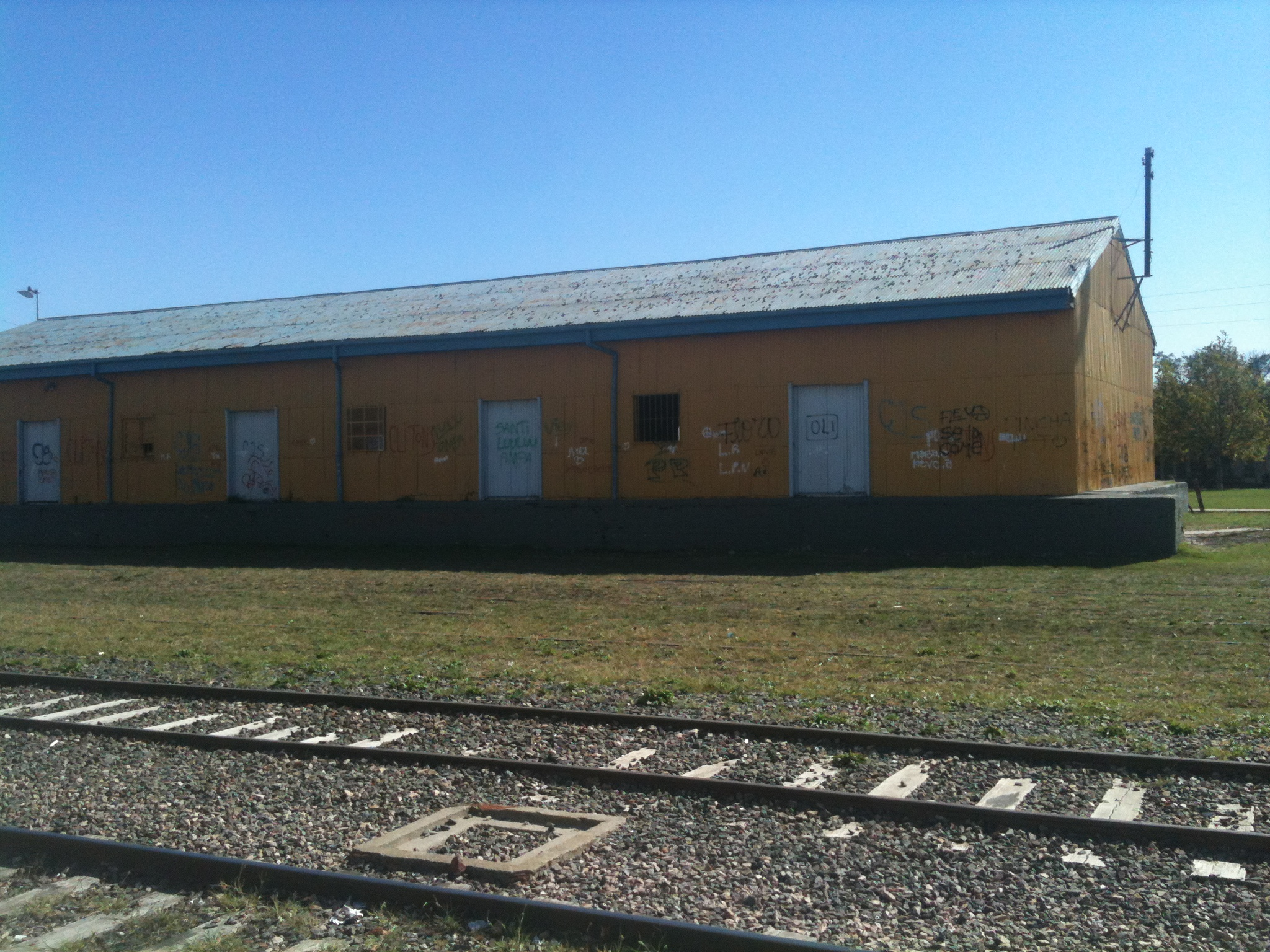
Granero de la estación
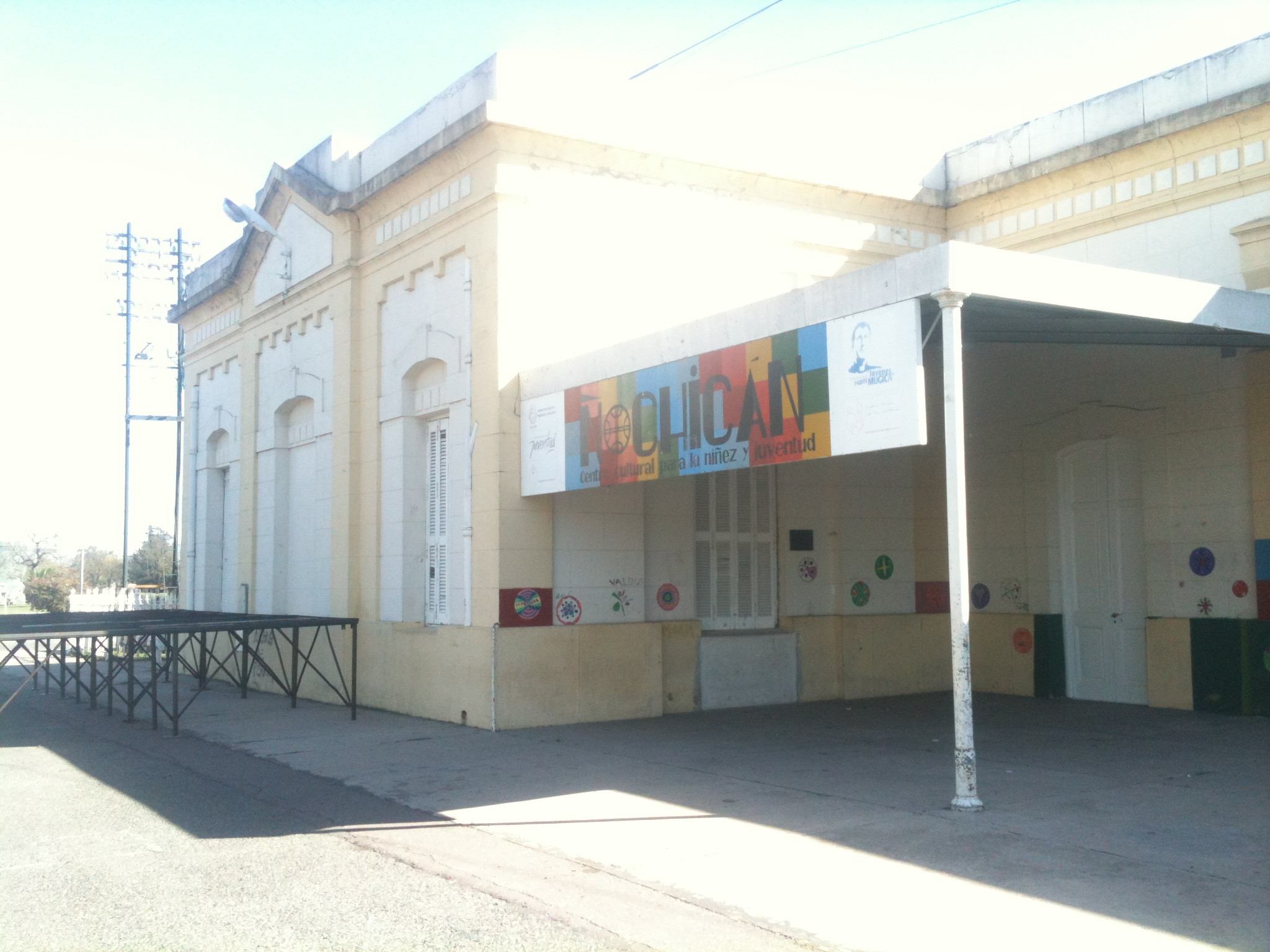
Ingreso a la estación
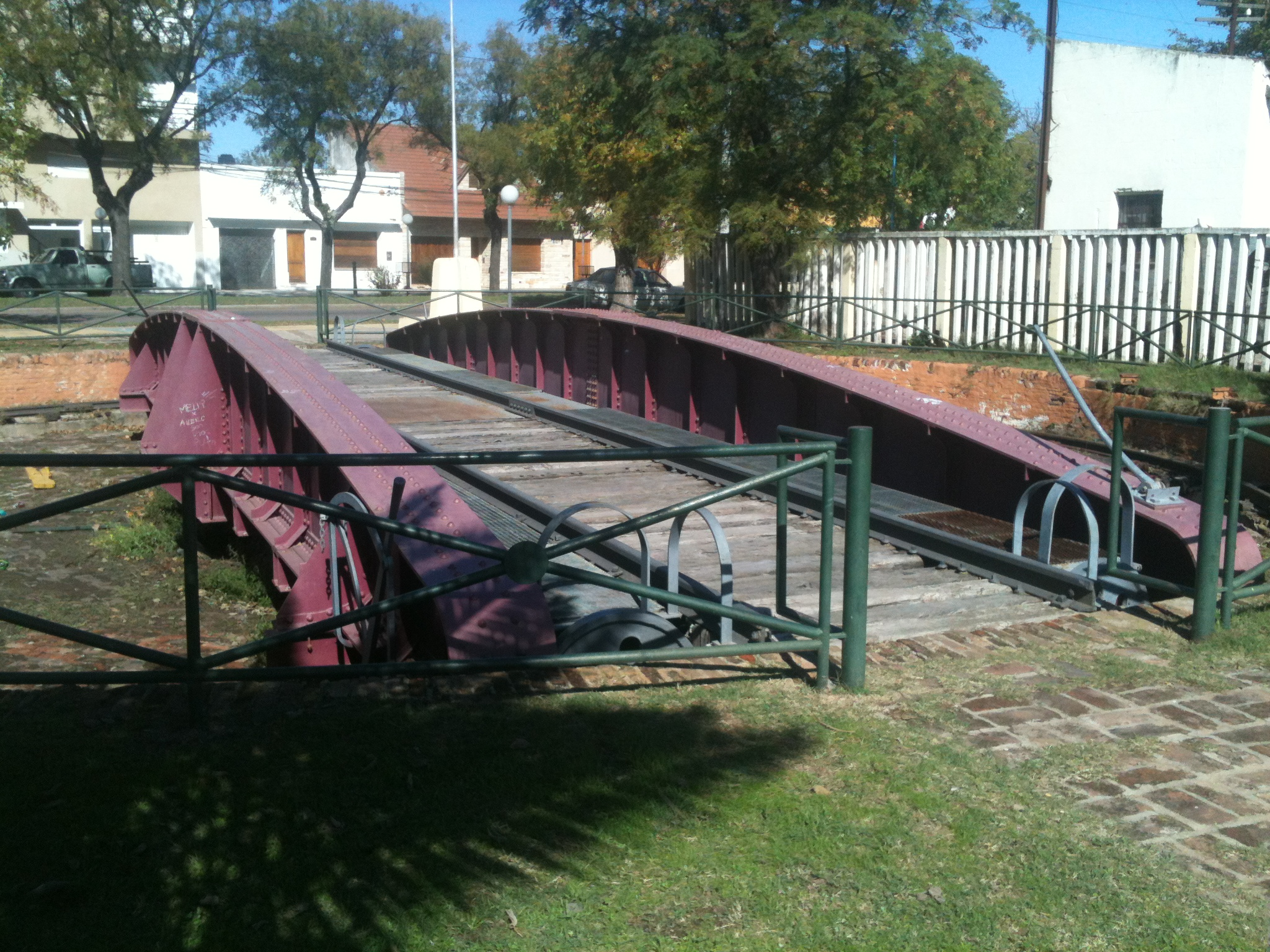
Antigua base de rotación de locomotoras
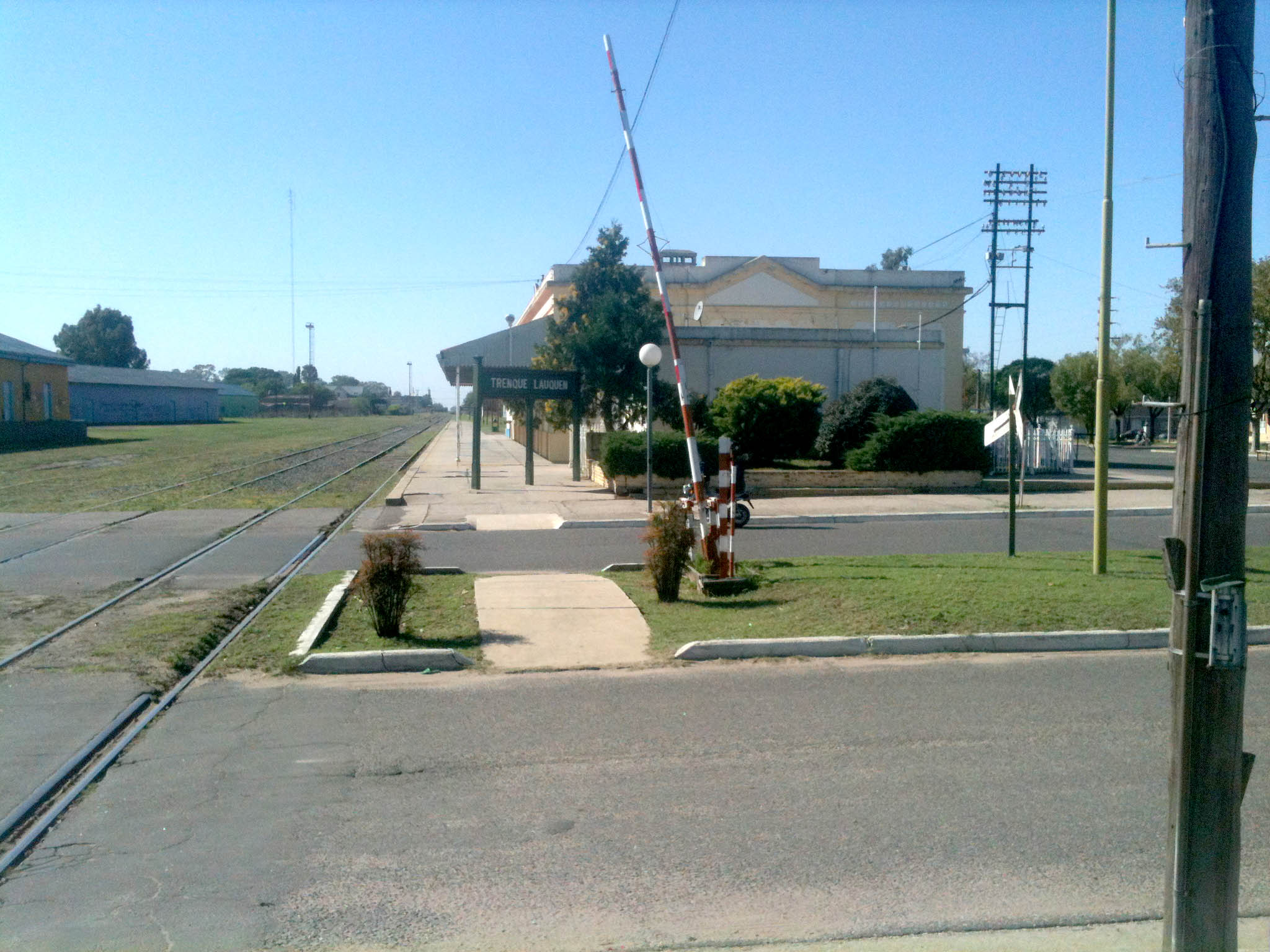
Lado suroeste de la estación
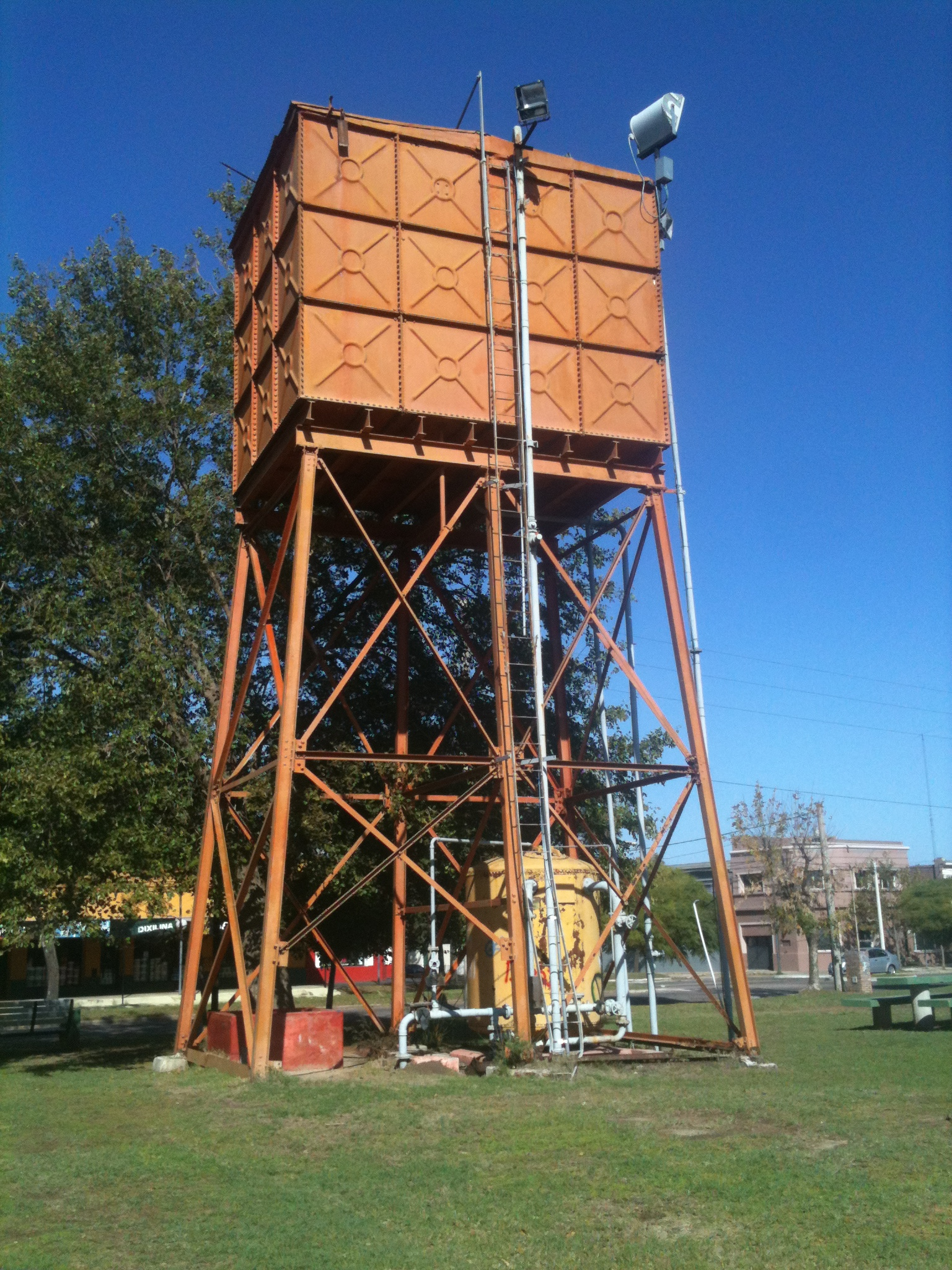
Antiguo tanque de agua de la estación